# Sonnenfinsternis vom 11. September 2007
Die partielle Sonnenfinsternis vom 11. September 2007 war die zweite von zwei partiellen Sonnenfinsternissen im Jahre 2007. Sie ereignete sich nach einem absteigenden Mondknoten und war im mittleren und südlichen Südamerika, so wie in der Westantarktis zu beobachten. Relativ hohe Bedeckungsgrade wurden in Argentinien und Chile erreicht. Bis nahe am Äquator und in Brasilien war nur noch ein kleiner vom Mond bedeckter, oberer Teil der Sonnenscheibe zu beobachten.